# Tiankou (socken i Kina, Henan)
Tiankou (kinesiska: 田口, 田口乡) är en socken i Kina. Den ligger i provinsen Henan, i den centrala delen av landet, omkring 130 kilometer sydost om provinshuvudstaden Zhengzhou. Antalet invånare är 27 386. Befolkningen består av 13 114 kvinnor och 14 272 män. Barn under 15 år utgör 21,0 %, vuxna 15-64 år 70 %, och äldre över 65 år 7,0 %.
Genomsnittlig årsnederbörd är 915 millimeter. Den regnigaste månaden är augusti, med i genomsnitt 182 mm nederbörd, och den torraste är januari, med 7 mm nederbörd.